# Llista de peixos de l'illa Adelaida
Aquesta llista de peixos de l'illa Adelaida -incompleta- inclou 2 espècies de peixos que es poden trobar a l'illa Adelaida ordenades per l'ordre alfabètic de llur nom científic.

## A
- Akarotaxis nudiceps

## P
- Paradiplospinus antarcticus[1]